# 초 위왕
초 위왕(楚 威王, ? ~ 기원전 329년)은 중국 초나라의 제36대 군주(재위: 기원전 339년 ~ 기원전 329년)이다. 이름은 상(商)이다. 초 선왕의 아들이다.

## 가족 관계
- 후궁 거희

| 전 임 아버지 선왕 웅량부 | 제36대 초나라의 군주 기원전 339년 ~ 기원전 329년 | 후 임 아들 회왕 웅괴 |